# شویی واکاشو

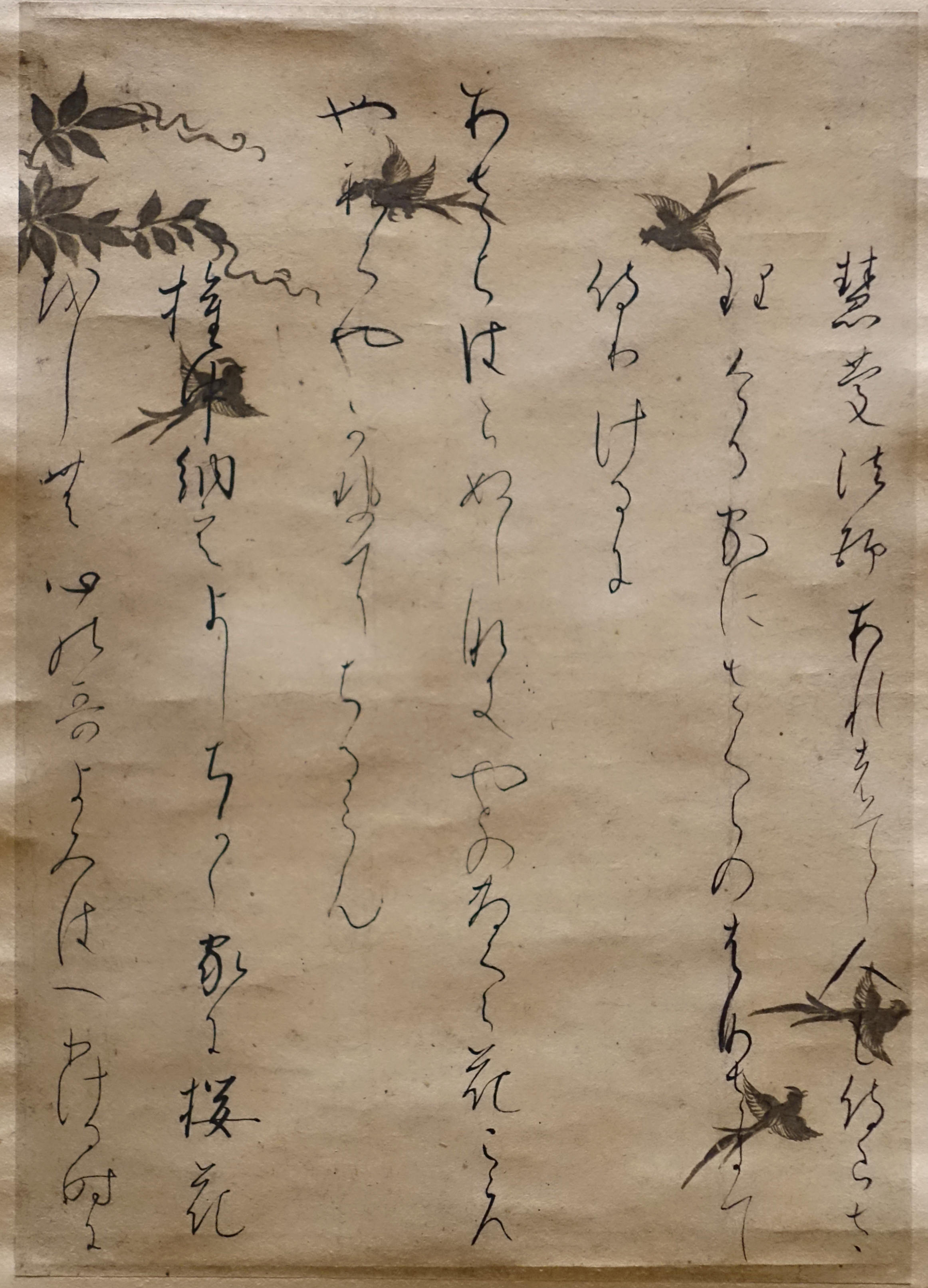
بخشی از شویی واکاشو توسط فوجیوارا نو سادازان. نمایشگاه در موزه هنرهای سنتی و صنایع دستی استان ایشیکاوا - کانازاوا، ژاپن.

شویی واکاشو (به ژاپنی: 拾遺和歌集 Shūi Wakashū)، یا شویی‌شو (Shūishū) سومین گلچین امپراتوری (چوکوسن واکاشو) از دوره هی‌آن در حدود ۱۰۰۵ است و تدوین آن نامشخص است.
شویی‌شو بسط گلچین قبلی فوجیوارا نو کینتو، شویشو (集い抄، «انتخاب گلچین‌ها») بود که بین سال‌های ۹۹۶ تا ۹۹۹ گردآوری شد.